# Герб РСФСР
Герб РСФСР — государственный символ Российской Советской Федеративной Социалистической Республики (1918—1992), Российской Федерации (1992—1993).

## История герба
Герб впервые был описан так:

«Герб Российской Социалистической Федеративной Советской Республики состоит из изображений на красном фоне в лучах солнца золотых серпа и молота, помещённых крест-накрест рукоятками книзу, окружённый венцом из колосьев и с надписью:
а) Российская Социалистическая Федеративная Советская Республика
б) Пролетарии всех стран, соединяйтесь!»— Глава XVII, Раздел 6, § 89, Конституции РСФСР 1918 года
Авторство первоначального рисунка приписывается художнику Александру Николаевичу Лео (доподлинно этот факт не известен).
На заседании Совнаркома 18 июня 1918 года, где рассматривался вопрос «О советской печати», были жаркие споры о присутствии меча. 
В постановлении Совнаркома записано: 
«а) Представленный проект утвердить. б) Вопрос о мече, оставшийся спорным, решить после предварительного маленького совещания, имеющего быть завтра. в) Если возможно, кроме надписи «РСФСР» вставить надпись: «Пролетарии всех стран, соединяйтесь!».
Через день секретарь Совнаркома Н. П. Горбунов для изготовления печати обратился к художнику-граверу Дмитрию Васильевичу Емельянову. На полях рисунка с изображением печати Горбунов подписал:

Тов. Емельянов.
Нужно следующим образом изменить печать:
1) Выкинуть меч.
2) Вместо надписи «Совет Народных Комиссаров» поставить надпись: «Пролетарии всех стран, соединяйтесь!»

3) Вместо надписи «Рабочее и Крестьянское правительство Российской Советской Федеративной Республики» поставить надпись: «Российская Социалистическая Федеративная Советская Республика. 

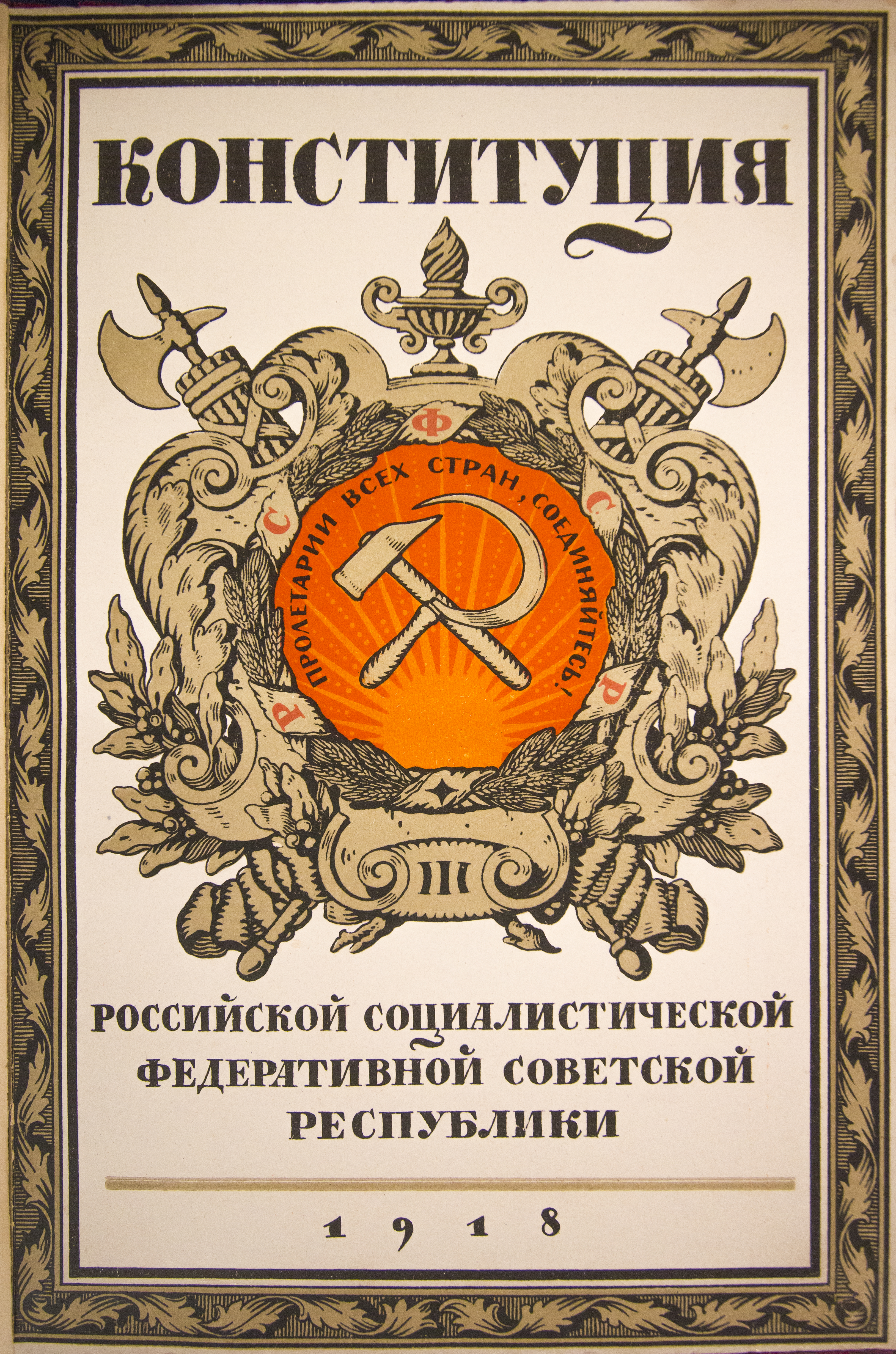
Обложка Конституции РСФСР 1918 года.

На обложке Конституции 1918 был иной рисунок.
В декабре 1918 года Совет Народных Комиссаров начал работу по изготовлению печати Управления делами. За основу рисунка взяли главную печать Совнаркома. По кругу сделали надпись: «Управление делами крестьянского и рабочего правительства», а сокращённое название республики «Р.С.Ф.С.Р.»  разместили над серпом и молотом.
На протяжении нескольких лет использовались различные варианты изображение герба.
В начале 1920 года ВЦИК решил улучшить изображение герба и утвердил 20 июля 1920 года его новый вариант, разработанный художником Н. А. Андреевым. Окончательно новый герб был узаконен Конституцией РСФСР, принятой 12-м Всероссийским съездом Советов 11 мая 1925 года.
- По Конституции 1925 года на щите стали помещать сокращённое название государства: «Р.С.Ф.С.Р.», в соответствии с правилами действовавшей тогда орфографии, и располагать в верхней части щита, с каждой стороны щит-картуш окружали 7 колосьев, девиз размещался на красной ленте в нижней части герба.
- В 1954 году по новым правилам орфографии из аббревиатуры «Р. С. Ф. С. Р.» были убраны точки.
- 12 апреля 1978 года в связи с принятием новой Конституции над щитом была добавлена пятиконечная красная звезда с золотой каймой:

Государственный герб Российской Советской Федеративной Социалистической Республики представляет собой изображение серпа и молота в красном поле в лучах солнца и в обрамлении колосьев, с надписью: «РСФСР» во главе и «Пролетарии всех стран, соединяйтесь!» на девизной ленте. Щит венчает пятиконечная звезда— Статья 180 конституции РСФСР 1978 года
- В 1981 году были уточнены цвета элементов герба:

В цветном изображении Государственного герба Российской Советской Федеративной Социалистической Республики серп и молот, солнце и колосья золотые; звезда красная, обрамлённая золотой каймой— .

Герб РСФСР на почтовой марке 1938 года

В указанном виде герб просуществовал до 16 мая 1992 года, когда вступил в силу Закон Российской Федерации от 21 апреля 1992 года № 2708-I «Об изменениях и дополнениях Конституции (Основного Закона) РСФСР», принятый 6-м Съездом народных депутатов, который устранил существовавшее на тот момент несоответствие. Ещё 25 декабря 1991 года вступил в силу принятый Верховным Советом РСФСР Закон РСФСР № 2094-I «Об изменении названия государства „Российская Советская Федеративная Социалистическая Республика“», в соответствии с которым государство официально получило новое название «Российская Федерация» (уже больше не «социалистическая»), однако на гербе, в соответствии с действующей конституцией, продолжала находиться аббревиатура старого названия «РСФСР».
В соответствии с нововведениями 1992 года, согласно новой редакции статьи 180 Конституции, в верхней части герба должны были помещаться слова «Российская Федерация».
Однако, модернизированный герб не успел получить широкого распространения, поскольку в стране оставалось множество бланков соответствующих документов со старым гербом, которые имели широкое употребление. Новый вариант изображения герба появился в кабинете председателя Верховного Совета Р. И. Хасбулатова и в наградном зале Дома Советов, где надпись «Российская Федерация» была выполнена в две дуги золотыми буквами. Таким же образом была выполнена надпись на гербе на трибуне Верховного Совета в Доме Советов. Герб на трибуне президиума Съезда народных депутатов России в Большом кремлёвском дворце так и не был изменён и сохранил аббревиатуру "РСФСР". На некоторых бланках (почтовых и т.п.) с мелким изображением герба изображался герб со старой аббревиатурой.
16 ноября 1993 года Борис Ельцин своим распоряжением назначил комиссию по разработке герба, председателем которой стал главный государственный архивист России Р. Г. Пихоя, членами комиссии стали Г. В. Вилинбахов (начальник Геральдического управления Росархива), В. В. Виноградов (директор Департамента консульской службы МИДа России), В. П. Егоров (заместитель начальника штаба Пограничных войск МБ России) и другие.
Уже через две недели, 30 ноября Ельцин подписал Указ № 2050 «О Государственном гербе Российской Федерации», который ввёл изображение герба Российской Федерации с двуглавым орлом и вступил в силу со 2 декабря 1993 года.
Тем не менее, даже после 1993 года герб РСФСР использовался в документации и в качестве штампа.

## Галерея

Герб Российской республики (21 марта 1917[1] — 10 июля 1918[3])
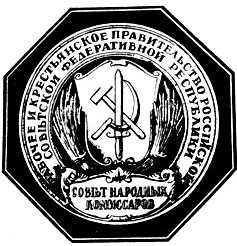
Проект первого государственного герба РСФСР А. Лео
Герб РСФСР (19 июля 1918[1] — 20 июля 1920[3])
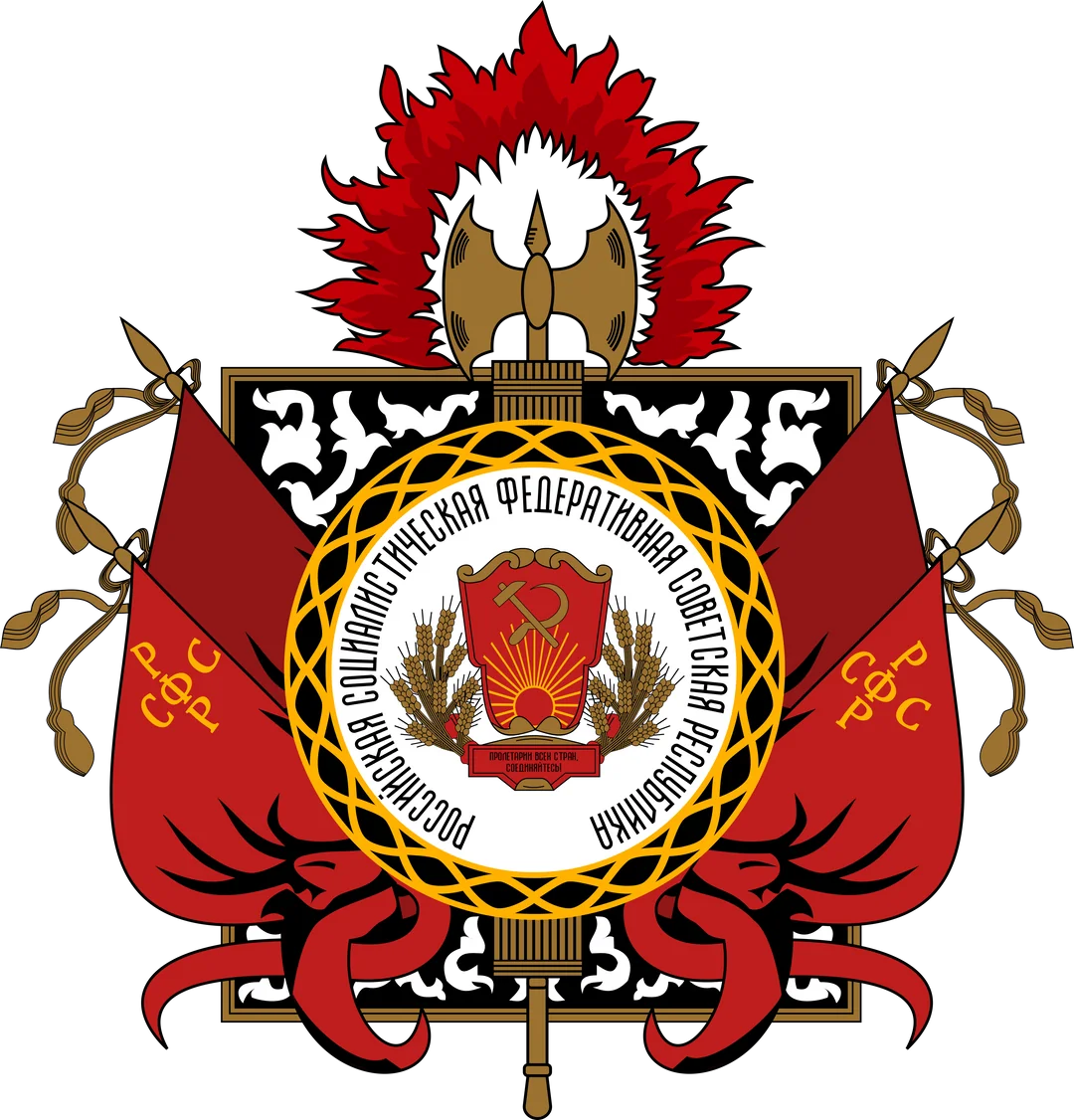
Большая версия герба РСФСР на 1919 год
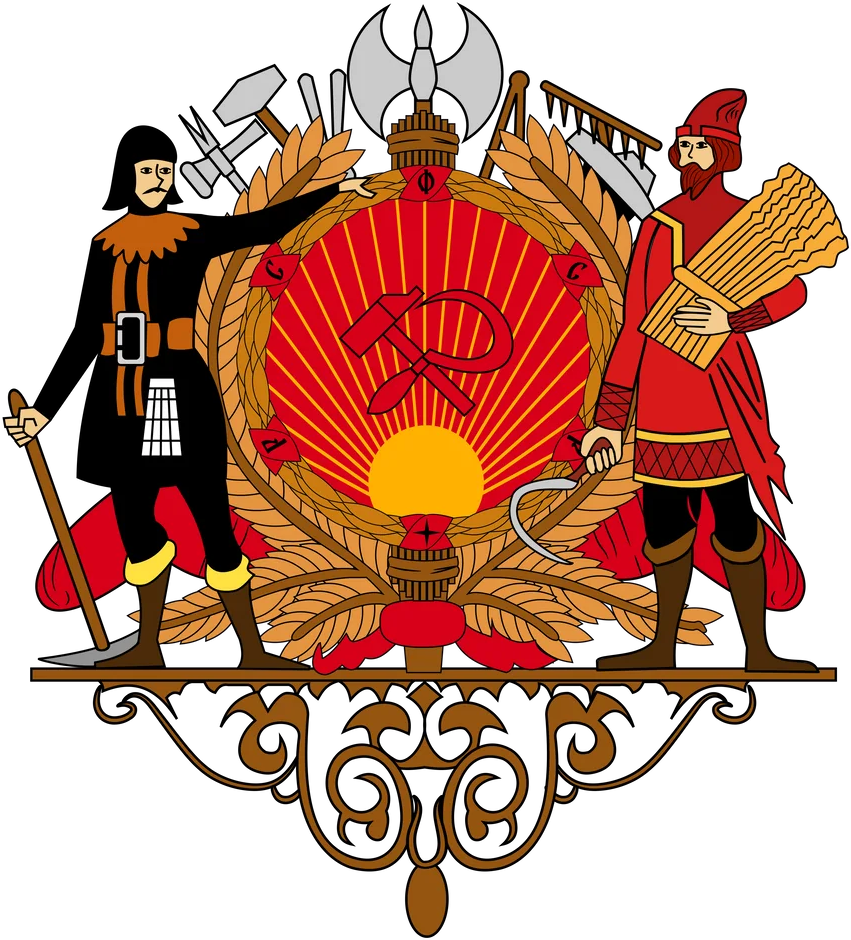
Проект государственного герба РСФСР И. Д. Сытина 1919 года
Герб РСФСР (1920—1954)[17]
Герб РСФСР (1954—1978)
Герб РСФСР  (1978—16 мая 1992[7])
Герб Российской Федерации (16 мая 1992[7] — 2 декабря 1993)